# Belin che video!
Belin che video! è la prima VHS dei Buio Pesto.

## Video
1. Intro
2. Presentazione
3. Pin de musse
4. E.T.
5. Belinlandia
6. Cosmolandia
7. Pin de musse (remix)
8. Mia un po
9. Maio in to salaio
10. E.T. (live)
11. InvaXön (demo)

## Sigle
1. Genoa e Doria
2. Il nostro grande derby
3. L'unico derby
4. Che peccato...

## Contenuti speciali
- La beneficenza
- Gli amici sponsor
- Lo staff